# Аскильдсен, Кристоффер
Кри́стоффер А́скильдсен (норв. Kristoffer Askildsen; родился 9 января 2001, Осло) — норвежский футболист, полузащитник клуба «Мидтьюлланн».

## Клубная карьера
Уроженец Осло, Кристоффер начал футбольную карьеру в академии клуба «Хеминг», после чего присоединился к академии «Стабека». 23 сентября 2018 года дебютировал в основном составе «Стабека» в матче Элитесерьен (высшего дивизиона чемпионата Норвегии) против «Ранхейма». 24 ноября 2019 года забил свой первый гол за клуб в матче против «Мьёндалена».
28 января 2020 года перешёл в итальянский клуб «Сампдория», подписав контракт сроком на четыре с половиной года. 21 июня 2020 года дебютировал в команде в матче итальянской Серии A против «Интернационале». 29 июля 2020 года забил свой первый гол за «Сампдорию» в матче против «Милана».

## Карьера в сборной
Выступал за сборные Норвегии до 17, до 18 лет и до 21 года.

## Статистика

### Матчи Аскильдсена за сборную Норвегии
| Матчи Аскильдсена за сборную Норвегии | Матчи Аскильдсена за сборную Норвегии | Матчи Аскильдсена за сборную Норвегии | Матчи Аскильдсена за сборную Норвегии | Матчи Аскильдсена за сборную Норвегии | Матчи Аскильдсена за сборную Норвегии |
| ------------------------------------- | ------------------------------------- | ------------------------------------- | ------------------------------------- | ------------------------------------- | ------------------------------------- |
| №                                     | Дата                                  | Соперник                              | Счёт                                  | Голы Аскильдсена                      | Соревнование                          |
| 1                                     | 18 ноября 2020                        | Австрия                               | 1:1                                   | —                                     | Лига наций УЕФА 2020/2021             |

Итого: 1 матч / 0 голов; 0 побед, 1 ничья, 0 поражений.